# Bad Buchau
Bad Buchau é uma vila da Alemanha e estância termal situada no sul do atual estado de Baden-Württemberg. Tem atualmente uma população de pouco mais de quatro mil habitantes.

## Antiga comunidade judaica

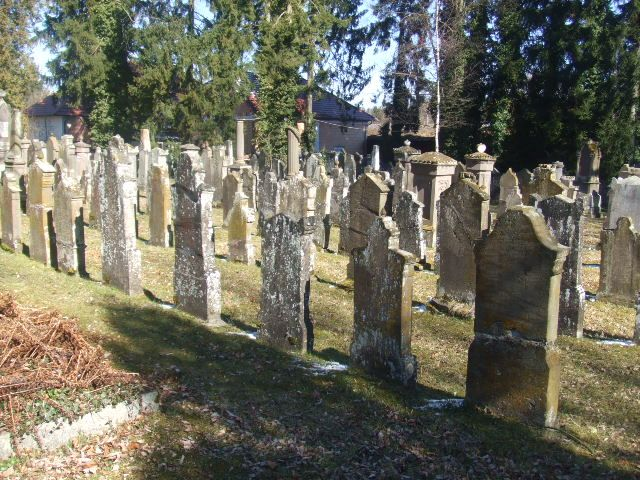
Cemitério judaico

Desde 1382 que há notícia de uma comunidade judaica em Bad Buchau, localizada na "Judengasse". 
O cemitério Judeu existe ainda hoje. Fotografias aqui (scroll-down e clicar fotos para ampliar). No século XVIII a comunidade construiu uma sinagoga Fotografias históricas aqui (scroll-down e clicar fotos para ampliar). 
No início do século XIX uma nova, com torre e sinos. 
Em 1838 vivem em Bad Buchau 736 Judeus, 1/3 da população total.
Nos dias 9, 10 e 11 de Novembro de 1938 a sinagoga de Bad Buchau foi destruída pelos Nazis.
O número de judeus em Bad Buchau diminuía progressivamente, neste período negro da comunidade judaica em Bad Buchau. Em 21.2.1945 Siegbert Einstein e a mulher Lina Schmal foram deportados para Theresienstadt. A partir de então deixava de haver judeus em Bad Buchau.
Antes de 1933 (chegada ao poder de Hitler) terão existido cerca de 200 pessoas de religião judaica a viver em Bad Buchau. Cerca de 77 fugiram a tempo. Cerca de 100 pessoas foram assassinadas nos campos de concentração e extermínio (Vernichtungslager) Nazis.
Finda a guerra, regressaram a Bad Buchau apenas 4 pessoas de entre a totalidade dos deportados: Siegbert Einstein, Friede Ullmann, Jenny Moos e Lina Schmal.
Siegbert Einstein foi presidente da câmara após a guerra. Faleceu em 1968. Foi o último parente de Albert Einstein na Alemanha.